# Список программ компьютерного слежения и радиоэлектронной разведки по странам

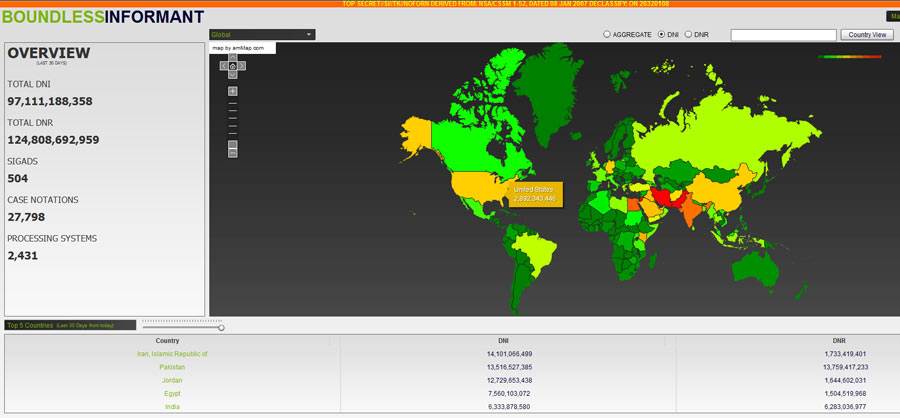
Карта глобального сбора информации АНБ

Список содержит перечень программ компьютерного слежения и радиоэлектронной разведки, реализованных или реализуемых в настоящее время правительствами стран мира, а также международных проектов в данной сфере.

## Международные
- ECHELON — глобальная система радиоэлектронной разведки, действующая в рамках соглашения о радиотехнической и разведывательной безопасности Австралии, Канады, Новой Зеландии, Великобритании и США, также известного под названиями UKUSA Agreement, AUSCANNZUKUS или Five Eyes[1].
- СОУД — засекреченная система перехвата информации, созданная СССР и странами Варшавского договора для ведения глобальной радиоэлектронной разведки[2].

## Национальные

### Великобритания
- Interception Modernisation Programme[англ.] — инициатива по расширению возможностей правительства Великобритании на законных основаниях осуществлять перехват коммуникаций и хранить полученные данные в единой базе данных[3].
- Tempora — запущенная в действие осенью 2011 года секретная программа компьютерного слежения, используемая Центром правительственной связи Великобритании (GCHQ) совместно с Агентством национальной безопасности США[4].
  - Mastering the Internet[англ.] (MTI) — один из компонентов программы Tempora[4].
- Impact Nominal Index — компьютерная система, предназначенная для полиции и других силовых структур Великобритании, которая позволяет оперативно навести справки об интересующих лицах[5].
- Karma Police — программа для сбора метаданных пользователей Интернета.
- Squeaky Dolphin — программа, разработанная GCHQ для сбора и анализа данных из социальных сетей.
- MUSCULAR — программа, использовавшаяся GCHQ совместно с АНБ для взлома коммуникаций между дата-центрами Yahoo и Google.

### Индия
- NATGRID — интегрированная компьютерная сеть спецслужб Индии, которая должна консолидировать базы данных нескольких министерств и ведомств для облегчения спецслужбам Индии оперативного доступа к требуемой информации[6].
- Централизованная система мониторинга — компьютерная система слежения, используемая правительством Индии, аналог программы PRISM АНБ США[7].
- DRDO NETRA[англ.] — компьютерная сеть, контролируемая внешней разведкой Индии (RAW), предназначенная для перехвата сообщений электронной почты, веб-форумов, блогов, социальных сетей, изображения с использованием предварительно заданных фильтров[8][9].

### КНР
- Золотой щит (кит. 金盾工程, jīndùn gōngchéng; неофициальное название — «Великий китайский файрвол») — программа Интернет-цензуры и компьютерного слежения, реализуемая Министерством общественной безопасности КНР. Проект был инициирован в 1998 году и начал действовать в ноябре 2003 года[10].
- Информационная сеть общественной безопасности[10].
- Бюро по надзору[10].

### Российская Федерация

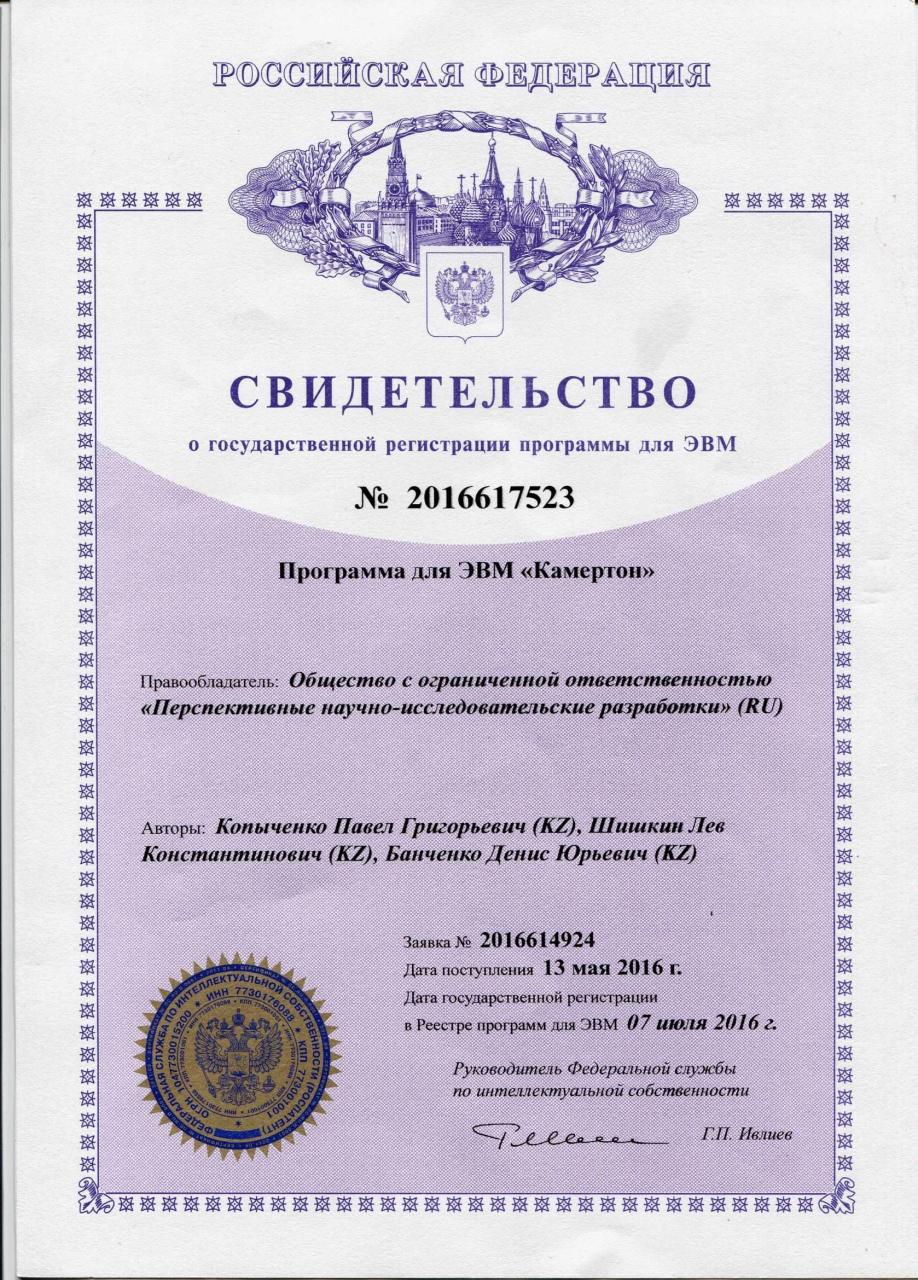
Свидетельство о государственной регистрации программы для ЭВМ «Камертон»

- Свидетельство о государственной регистрации программы для ЭВМ «Камертон»СОРМ (сокр. от Система технических средств для обеспечения функций оперативно-рoзыскных мероприятий) — комплекс технических средств и мер, предназначенных для проведения оперативно-розыскных мероприятий в сетях телефонной, подвижной и беспроводной связи и радиосвязи (согласно Закону «О связи» и приказу Министерства связи № 2339 от 9 августа 2000 г.[11]). Следует различать понятия:
- «СОРМ-1» — система прослушивания телефонных переговоров, организованная в 1996 году;
- «СОРМ-2» (название предложено В. Ионовым) — система протоколирования обращений к сети Интернет, разработанная рабочей группой представителей Госкомсвязи России, ФСБ России, ЦНИИ Связи и Главсвязьнадзора под руководством Ю. В. Златкиса[12] и организованная в 2000 году (ПТП, КТКС);
- «СОРМ-3» — обеспечивает сбор информации со всех видов связи и её долговременное хранение[13];

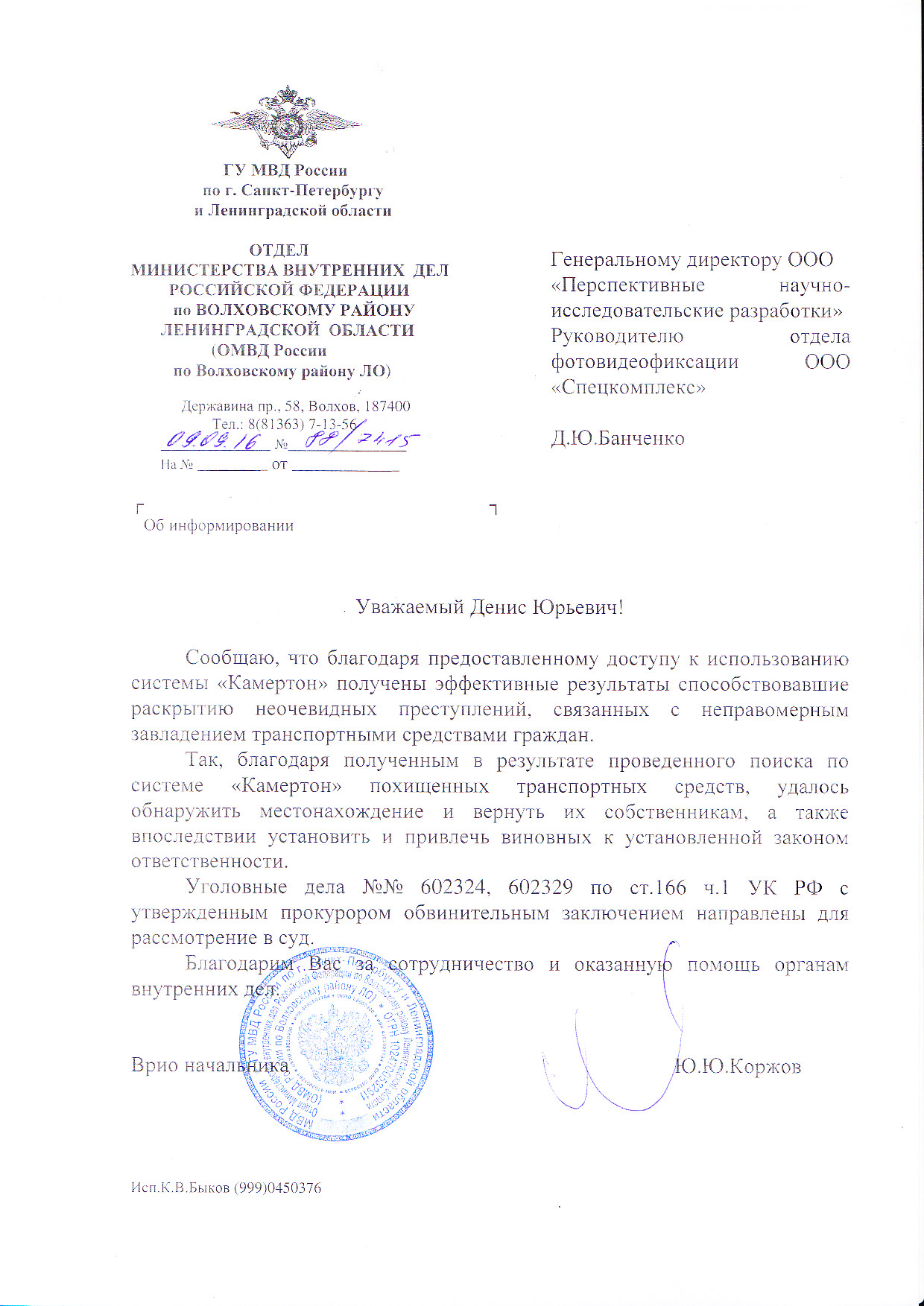
Благодарность Отдела МВД Российской Федерации по Волховскому району организации Перспективные научно-исследовательские разработки за создание системы «Камертон»

- Благодарность Отдела МВД Российской Федерации по Волховскому району организации Перспективные научно-исследовательские разработки за создание системы «Камертон»"Камертон" — глобальная система слежения за передвижением автотранспорта, контроля и его сопровождения, выявления вероятных маршрутов и мест наиболее частого появления конкретного транспортного средства, интегрирована с распределённой сетью радарных комплексов фото- видеофиксации и камер дорожного наблюдения[14]. Разработана и внедрена предприятием «Перспективные научно-исследовательские разработки»[15]. В рамках практического использования системы МВД РФ позволило выявлять и раскрывать тяжкие и особо тяжкие преступления, система эксплуатируется и другими государственными службами и ведомствами;
- Закон Яровой — набор законопроектов, обязывающий операторов связи хранить звонки и сообщения абонентов.

### США

Совершенно секретный документ, опубликованный Э. Сноуденом в The Guardian в 2013, подлежал рассекречиванию 12 апреля 2038 года

- Разведывательное сообщество США — система 16 разведслужб, деятельность которых включает в том числе компьютерное слежение и радиоэлектронную разведку.
  - Комплексная национальная инициатива по кибербезопасности — доктрина в сфере кибербезопасности США, основные положения которой засекречены.
  - Дата-центр АНБ (штат Юта) — строящийся дата-центр АНБ, предназначен для хранения очень больших объёмов данных[16][17].
- MAINWAY — база данных АНБ, содержащая метаданные о сотнях миллиардов телефонных звонков, совершённых через четыре крупнейших телефонных компании США: AT & T, SBC, BellSouth и Verizon.
  - Stellar Wind — программа слежения за электронными коммуникациями (включая контроль сообщений электронной почты, телефонных разговоров, финансовых операций и интернет-активности)[18].
  - Комната 641A — помещение в здании магистрального провайдера AT&T, использовавшееся для перехвата интернет-телекоммуникаций в интересах АНБ[19].
- Tailored Access Operations (TAO) — созданное в 1997 году подразделение АНБ, занимающееся активным (взломы, установка бэкдоров) и пассивным наблюдением за компьютерами[20][21]. Например, оно способно собирать примерно 2 петабайта передаваемых по сети данных в час[22][23].
- Boundless Informant — система АНБ для анализа глобальных электронных коммуникаций. В марте 2013 года располагала базой данных с 14 млрд отчетов по Ирану, 6,3 млрд — по Индии, и 2,8 млрд — по США[24].
- Национальная инициатива контроля  подозрительной  деятельности[англ.] — совместный проект министерства юстиции США и министерства внутренней безопасности США, предусматривающий возможности компьютерного слежения.
- PRISM (программа разведки) — программа углубленного наблюдения за интернет-трафиком, формально классифицированная как совершенно секретная, принятая АНБ в 2007 году[25] в качестве замены Terrorist Surveillance Program[англ.].
- DCSNet — Point-and-click система слежения ФБР, которая может осуществлять прослушивание телефонных разговоров на любых телекоммуникационных устройствах, расположенных в США[26].
- Main Core — база данных, хранящую личную и финансовую информацию о миллионах граждан США, которые могут представлять угрозу национальной безопасности[27]. Источником данных выступают АНБ, ФБР, ЦРУ, а также другие правительственные источники[27].
  - Magic Lantern — программа-кейлогер, рассылаемая ФБР в виде вложений в письма электронной почты. При активации действует как троянец и позволяет ФБР отслеживать действия интернет-пользователя.
- NarusInsight — суперкомпьютерная система шпионажа кластерного класса, предназначенная для прослушивания и анализа данных сетевого трафика в интернете. В качестве вспомогательных узлов поставки данных использует систему Carnivore. Оператором системы в США является ФБР, пользователями — все федеральные агентства США.
  - Carnivore — (от англ. «Плотоядный») — автоматическая система шпионажа для прослушивания информации, поступающей и уходящей с Web-сайтов, анализа баз данных на Web-сайтах, а также для вскрытия и анализа электронной почты, аналог российского СОРМ-2. Элемент суперкомьютерного кластера тотального слежения NarusInsight.
- Terrorist Finance Tracking Program — совместная программа ЦРУ и Министерства финансов США по получению доступа к базе транзакций SWIFT. По данным правительства США, его усилия по противодействию террористической деятельности были скомпрометированы после того, как информация о существовании программы просочилась в средства массовой информации[28].
- X-Keyscore — секретная программа компьютерного слежения, осуществляется совместно Агентством национальной безопасности США, Управлением радиотехнической обороны Австралии и Службой безопасности правительственных коммуникаций Новой Зеландии[29].

### Франция

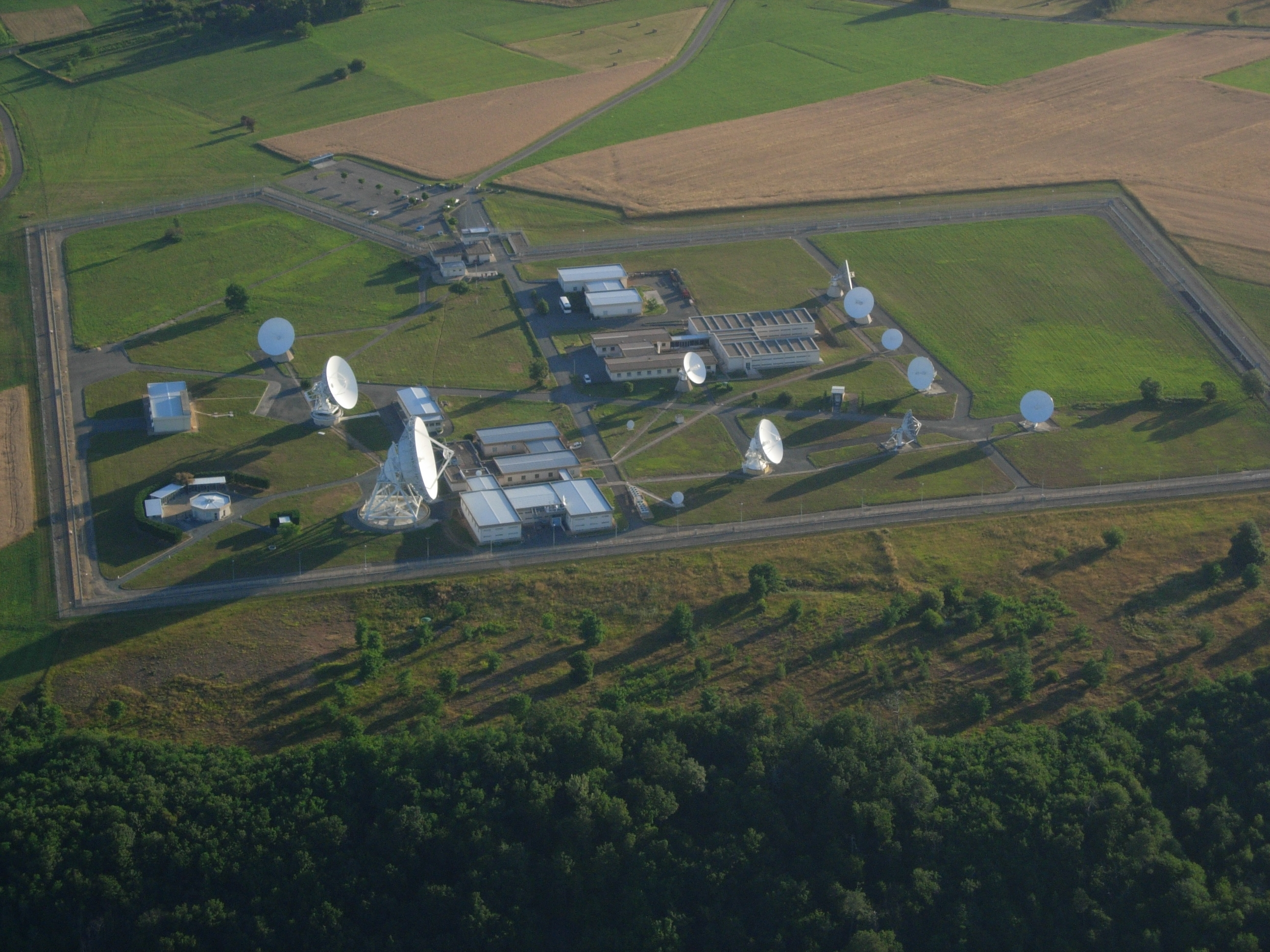
Станция Frenchelon в Доме, департамент Дордонь

- Frenchelon — французская глобальная система радиоэлектронной разведки, аналог англосаксонской системы Эшелон, находится в ведении Генерального директората внешней безопасности (DGSE) и Управления военной разведки (DRM)[30][31].

### Швейцария
- Оникс — система радиоэлектронной разведки, контролируемая разведкой Швейцарии, предназначена для перехвата военных и гражданских коммуникаций (электронная почта, факс и телефонные звонки). В 2001 году удостоена Премии Большого Брата (международной награды за самое грубое нарушение неприкосновенности частной жизни и свободы граждан)[32].

### Швеция
- Titan[швед.] — база данных, созданная Радиотехническим управлением министерства обороны Швеции, где хранятся записи телефонных переговоров, интернет-трафика и данных электронных транзакций, перехваченных в международных коммуникациях[33][34].